# Agência Federal de Inteligência
A Agência Federal de Inteligência (AFI) é um organismo de inteligência que funciona sob a coordenação  política e institucional do Poder Executivo da República Argentina. É o órgão superior do Sistema de Inteligência Nacional (SEM) e abarca os organismos que o integram. Seu dever é asesorar ao presidente da Nação Argentina e aos servidores públicos do mais alto nível para a tomada de decisões, no âmbito de suas funções. Dentro de sua função específica, encontra-se a produção de inteligência nacional e inteligência criminosa referida a delitos federais complexos, enquadrado no respeito aos direitos e garantias dos cidadãos consagrados na Constituição e tratados internacionais, como assim também às leis que regulam sua atividade.
Foi criada em fevereiro de 2015 em substituição da Secretaria de Inteligência.

## História

### Antecedentes
Em março de 2015foi promulgada  Lei de Inteligência Nacional (Lei N° 25 520) que entrou em vigência 120 dias depois. A reforma dissolveu a Secretaria de Inteligência (SE, ex-SIDE) e criou a Agência Federal de Inteligência (AFI). Com a modificação também se transferiu desde o Ministério de Segurança a Direção Nacional de Inteligência Criminal à órbita da AFI.
Também quando a lei foi criada, a Diretoria de Observações Judiciais foi transferida para o Ministério Público, por meio da criação do Departamento de Interceptação e Captação de Comunicações (DICOM). Em 2015, passa a depender do Supremo Tribunal de Justiça da Nação pois é a instância "mais prudente, tendo em conta o devido processo legal, a execução de uma mandado de investigação numa comunicação a realizar por um órgão diferente daquele que faz parte da investigação”, em referência ao Ministério Público, que embora “tenha o dever de proceder de acordo com critérios objetivos de atuação, acaba por ser parte principal no processo que prossegue um interesse específico”.
O 7 de julho de 2015 publicou-se no Diário Oficial o decreto 1311/2015 o qual contempla a "Novo Doutrina de Inteligência Nacional". O decreto conta com um anexo a mais de 400 páginas e trata sobre as funções, o pessoal e a estrutura da Agência entre outros temas. O então titular da AFI, Oscar Parrilli, reuniu-se com o setor empresário para explicar os alcances desta doutrina.
De acordo ao decreto 1311/2015 convocou-se mediante a UNICEN (universidade nacional) a novos agentes tanto estudantes como graduados de diferentes carreiras, os quais deviam enviar um email a direcção da universidade com sua currículo.
Segundo a reforma da legislação, a comissão bicameral de Fiscalização de Organismos e Atividades de Inteligência tem por finalidade fiscalizar as actividades, o pessoal, a documentação e os bancos de dados da Agência Nacional de Inteligência (AFI). Ademais lhe compete “supervisionar e controlar as Despesas Especiais que forem atribuídos aos componentes do Sistema de Inteligência Nacional” e à “a avaliação da execução do Plano de Inteligência Nacional”, a “consideração do Relatório Anual das Atividades de Inteligência”, entre outras tarefas.

### Gestão 2016-2019
Mauricio Macri nomeou Gustavo Arribas como chefe da agência, que foi sucedido por Silvia Majdalani. Em 2016, a nomeação de Arribas causou polêmica, pois ele era investigado pela Justiça por transferências de jogadores de futebol considerados suspeitos. Em junho de 1999, Diego Garay participou do clube francês Racing de Strasbourg, a transferência terminou mal já que o jogador de futebol tinha passaporte falso, a FIFA multou o tabelião Arribas em uma quantia de um milhão de dólares por não possuir licença de agente autorizado. Carlos Tévez também participou do Corinthians, a Unidade de Informações Financeiras (UIF) investigava, até antes de sua posse, possíveis evasões ou lavagem de dinheiro e as suspeitas do órgão apontavam para possíveis manobras financeiras da máfia russa. Uma empresa sediada num paraíso fiscal depositou o dinheiro num banco de Nova Iorque (EUA). A comissão milionária foi arrecadada pelos argentinos através de outra empresa sediada em Gibraltar comandada por Arribas. Em 2016, após a revelação do escândalo internacional de lavagem de capitais conhecido como "Panama Papers", vazou que Gustavo Arribas possuía empresas em paraísos fiscais nos registos do Departamento de Estado de Nova Iorque.

### Gestão 2019-2023

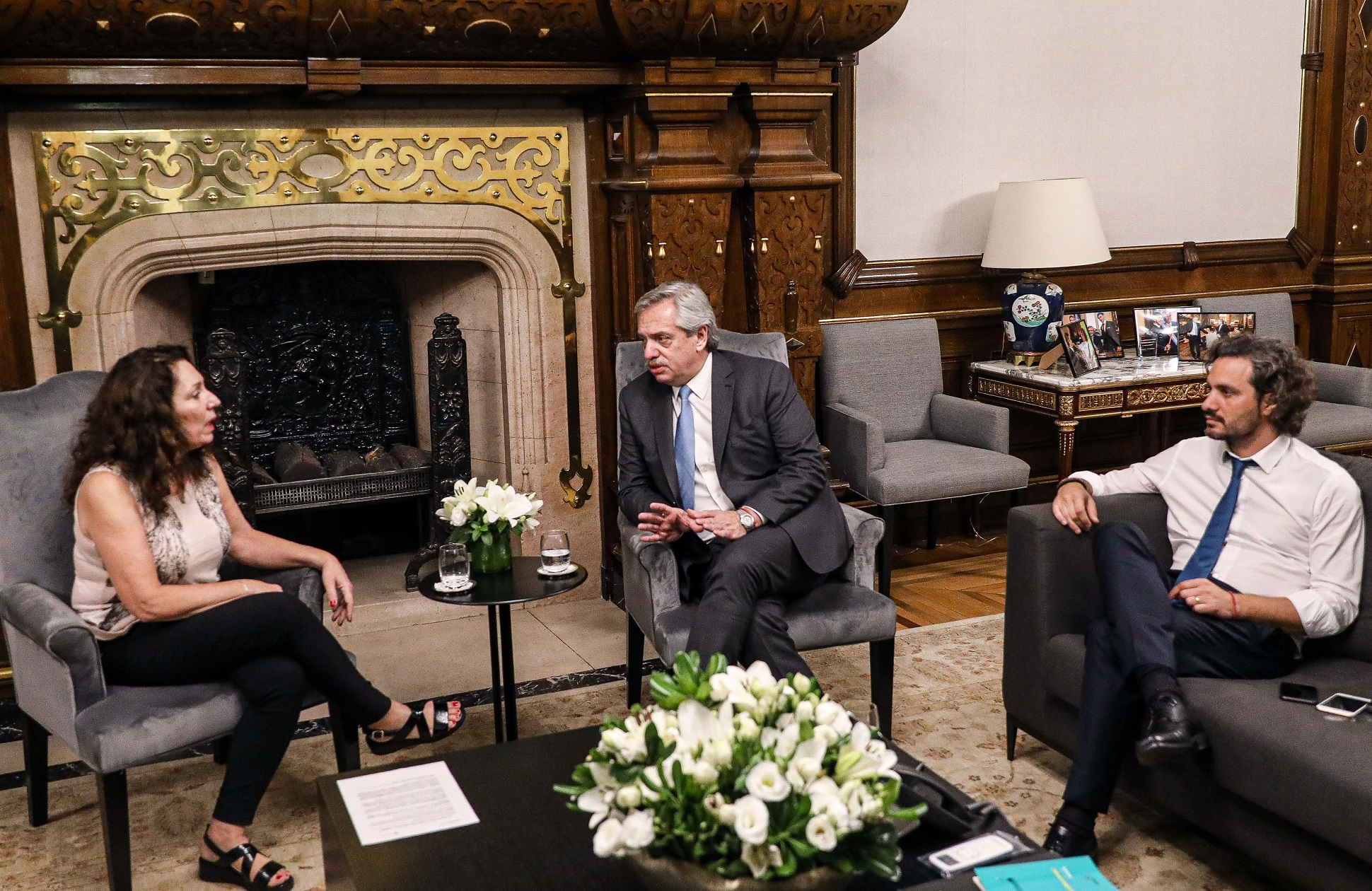
O presidente Alberto Fernández junto à interventora da Agência Federal de Inteligência, a promotora Cristina Caamaño.

Em seu discurso, Alberto Fernández antecipou que ordenaria a intervenção da Agência Federal de Inteligência (AFI) e que seus fundos reservados seriam utilizados  para o plano contra a fome. Em 21 de dezembro mediante o decreto 52/2019 estabelece-se a intervenção da Agência Federal de Inteligência por 180 dias, e foi designada a promotora Cristina Caamaño como interventora.
Em 14 de janeiro, Caamaño assinou uma resolução para reduzir ao mínimo a participação da inteligência na investigação de causas penais. Em 1 de março, o presidente Alberto Fernández anunciou a assinatura de um decreto de Necessidade e Urgência para limitar as faculdades da Agência federal de Inteligência para realizar investigações criminosas e tarefas repressivas, e a desclasificação de todos os arquivos secretos sobre o atentado à Amia de 1994. Claramente, uma ação do poder executivo enfraquecer a agência.

## Descompartimentacção
A modificação da Lei de Inteligência implementou a centralização dos bancos de dados mediante a criação do Banco de Proteção de Dados e Arquivos de Inteligência. Desta forma, incorporou-se a figura de um servidor público responsável no tratamento desta informação.
Ademais, a lei indica que toda a relação ou atuação entre a agência e servidores públicos ou empregados de outros organismos estatais deve ser realizada pelo diretor geral ou os servidores públicos em quem se tenha atribuído expressamente tal função.
De acordo os artigos 10 e 26 da Lei 27.126 estabeleceu-se que os agentes de inteligência deverão obedecer a Lei de Ética Pública.

## Recrutamento de novos agentes
O curso é ministrado na Escola Nacional de Inteligência (ENI) onde se aprendem disciplinas como doutrina de inteligência, legislação, ciclo de inteligência, análise de informação e medidas de segurança. Por sua vez, participam de conferências especiais sobre os novos paradigmas da inteligência na América do Sul, tráfico de drogas, tráfico de pessoas, tráfico de armas, lavagem de dinheiro, terrorismo, segurança cibernética e crimes contra a ordem constitucional, para treinarem como agentes de inteligência. Os alunos são selecionados em um trabalho conjunto entre a Agência e as principais universidades do país, que se encarregam de encaminhar alunos ou egressos com ótimo desempenho acadêmico.

## Autoridades
As autoridades máximas da Agência são o diretor geral e a subdiretora geral. Ambos são nomeados pelo presidente da Argentina e ratificados pelo Senado. Suas atividades estão descritas pelas Leis 25 520 (Lei de Inteligência Nacional) e 27.126.

### Diretores
| N.º | Diretor                          | Partido | Partido               | Período                                          | Presidente                     |
| --- | -------------------------------- | ------- | --------------------- | ------------------------------------------------ | ------------------------------ |
| 1   | Oscar Parrilli                   |         | Partido Justicialista | 5 de março de 2015 - 10 de dezembro de 2015      | Cristina Fernández de Kirchner |
| 2   | Gustavo Arribas                  |         | Proposta Republicana  | 10 de dezembro de 2015 - 10 de dezembro de 2019  | Mauricio Macri                 |
| 3   | Cristina Caamaño (Interventora)  |         | Independente          | 23 de dezembro de 2019 - 6 de junho de 2022      | Alberto Fernández              |
| 4   | Agustín Rossi (Interventor)      |         | Partido Justicialista | 8 de junho de 2022 - 15 de fevereiro de 2023     | Alberto Fernández              |
| 5   | Ana Clara Alberdi (Interventora) |         | Partido Justicialista | 15 de fevereiro de 2023 - 12 de dezembro de 2023 | Alberto Fernández              |
| 6   | Silvestre Sívori (Interventor)   |         | Independente          | 12 de dezembro de 2023 - No cargo                | Javier Milei                   |

## Emblemas

Emblemas de AFI
2015-2016
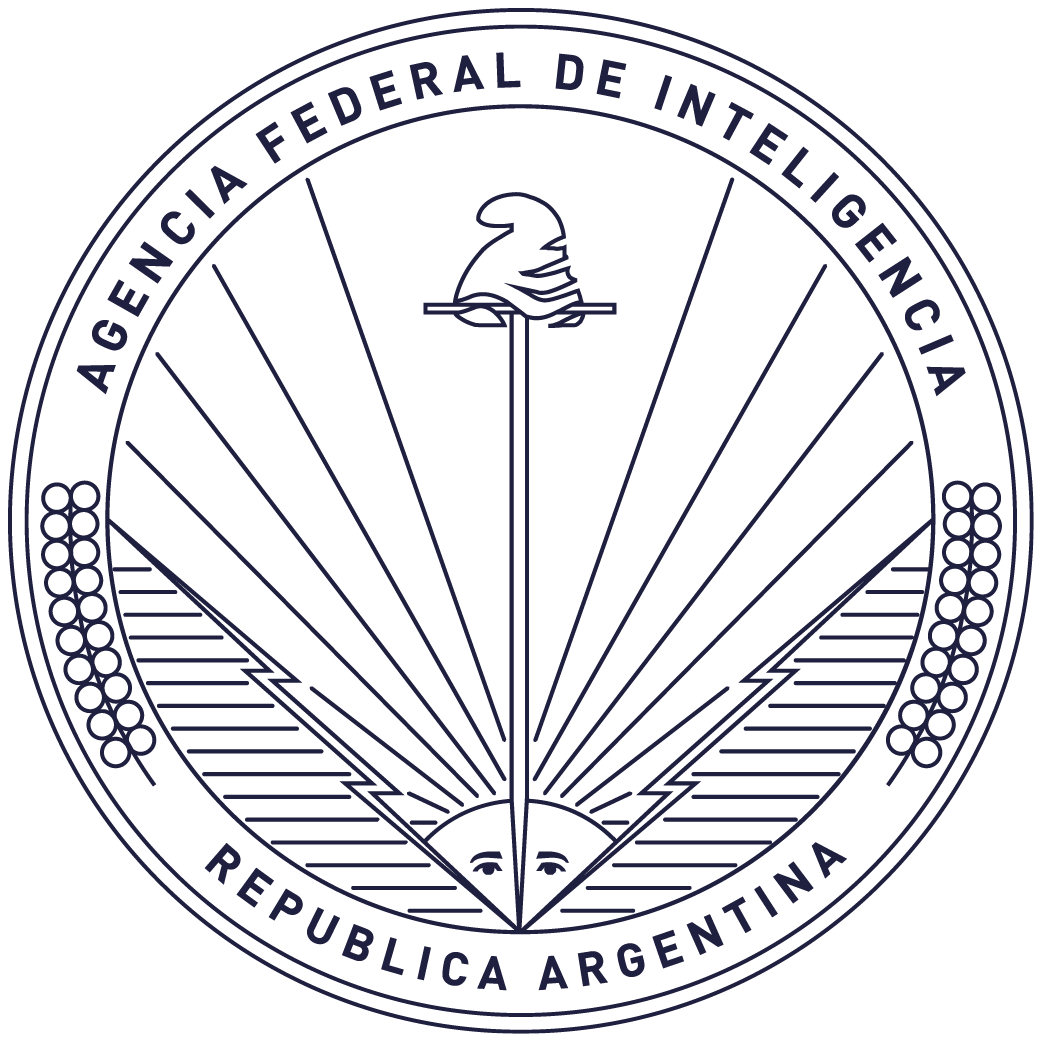
2016-presente